# 和仪
和仪是中國後宮嬪御等級之一，見於中國辽朝。
和仪是辽朝皇帝妃嫔中妃以下的位号，辽圣宗朝有丽仪、淑仪、昭仪、顺仪、芳仪、和仪六种，与唐玄宗朝的“六仪”类似。辽圣宗有和仪孙氏，原为尚书，开泰二年（1013年）春正月，与马丽仪等同封。